# Panicum anceps
Panicum anceps är en gräsart som beskrevs av André Michaux. Panicum anceps ingår i släktet vipphirser, och familjen gräs. Inga underarter finns listade i Catalogue of Life.